# 미야하라촌 (와카야마현)
미야하라촌(宮原村)은 와카야마현 아리다군에 설치되었던 촌이다. 현재의 아리다시에 해당한다.